# Rosendal, Vestland
Rosendal är en tätort och kyrkby som utgör centralort i Kvinnherads kommun i Vestland fylke i västra Norge. Orten  ligger vid Hardangerfjorden och är en viktig turistort. Kring Rosendal finns det höga berg och det är inte långt till Norges tredje största glaciär, Folgefonna.
I Rosendal ligger Baroniet Rosendal vilket är ett slott med en stor parkanläggning från 1666. Idag är slottet ett museum som fokuserar på unionstiden mellan Danmark och Norge. 
På kajen i Rosendal ligger Skaalurensamlinga som är ett museum med fokus på skeppsbyggningen som under historien har varit mycket viktig för Rosendal och hela Hordaland. Man har funnit många arkeologiska fynd i och runt Rosendal och de är utställda på den gamla prästgården Malmanger. 
Förr var Rosendal en jordbruksort men idag arbetar de flesta inom turism, handel och i servicesektorn. 
Kvinnherads kyrka ligger i Rosendal, som är en gammal stenkyrka från 1250.
Tidningen Grenda ges ut i Rosendal.  

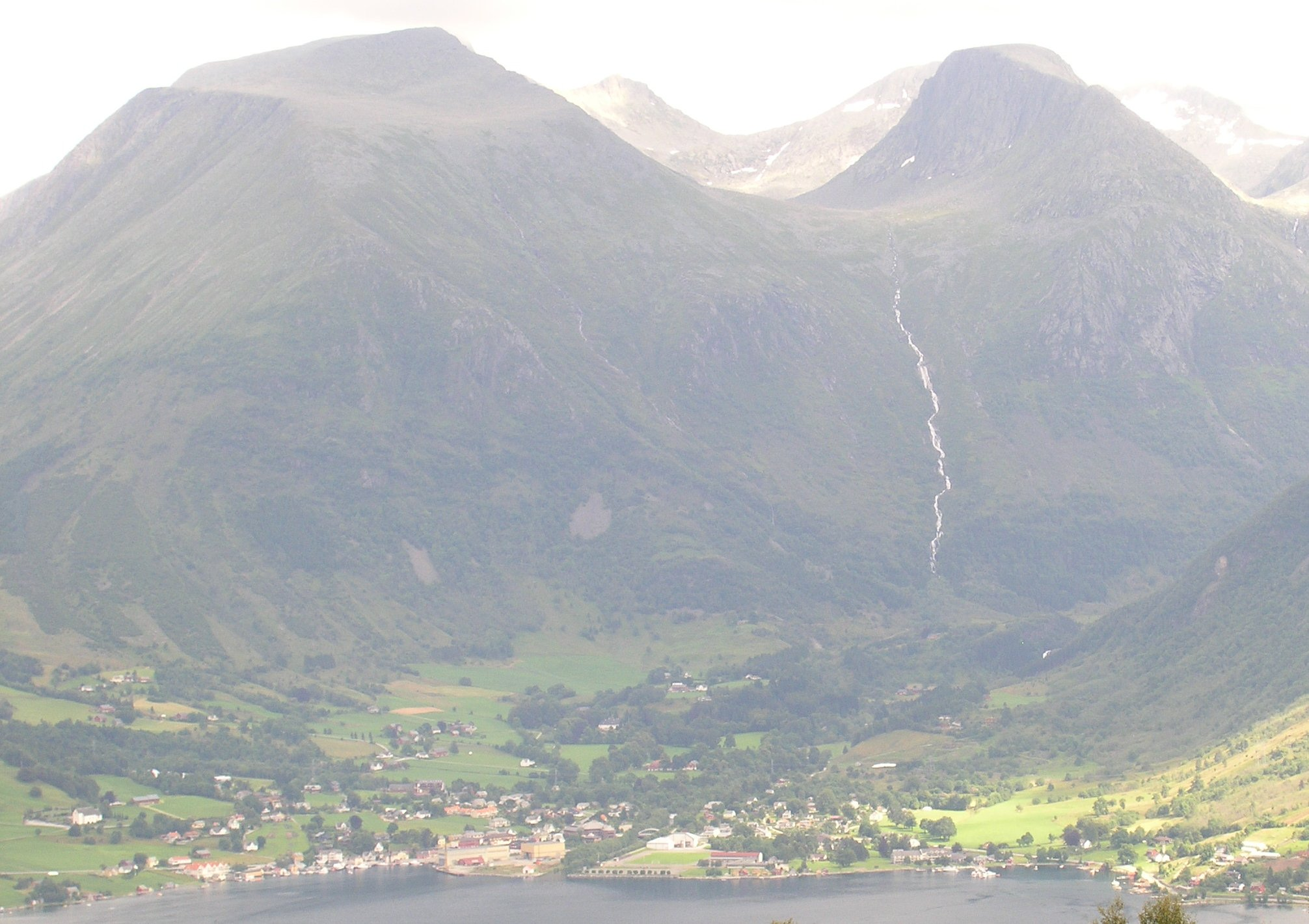
Rosendal sett från Veten på Snilstveitøy.